# Лапицкий, Анджей
А́нджей Лапи́цкий (пол. Andrzej Łapicki; 11 ноября 1924 года, Рига — 21 июля 2012 года, Варшава) — польский актёр, а также театральный режиссёр и педагог театра. Профессор Театральной академии им. Александра Зельверовича в Варшаве.

## Биография
Анджей Лапицкий родился 11 ноября 1924 года в Риге (Латвия). Его отец, Борис Лапицкий — профессор римского права в Варшавском и Лодзинском университетах. Анджей Лапицкий — правнук Гектора Лапицкого, минского воеводы во время Польского восстания 1863 года.
Во время оккупации Польши окончил в 1942 году гимназию и лицей им. Стефана Батория в Варшаве в рамках подпольного обучения, вслед за этим учился в подпольном Государственном институте театрального искусства. Участвовал в тайных представлениях, читал со сцены стихи Кшиштофа Камиля Бачинского и Тадеуша Гайцы, героически погибших в Варшавском восстании 1944 года. Сам принимал участие в восстании. Позже был актёром Армейского театра Бюро информации и пропаганды Главного командования Армии Крайовой.
В 1945 году получил диплом в Лодзинском отделении Варшавской высшей государственной театральной школы у Александра Зельверовича (в настоящее время Высшая государственная школа кинематографа, телевидения и театра имени Леона Шиллера). В том же году дебютировал на сцене театра Войска Польского в Лодзи (в роли Кубы в пьесе Станислава Выспяньского «Свадьба». С 1955 года — актёр театров Варшавы, в том числе руководимого Эрвином Аксером театра «Вспулчесны» в 1949—1964 и 1966—1972 годах.
В кино дебютировал в 1946 году в фильме «Два часа» (режиссёры Станислав Воль и Юзеф Вышомирский). До 1960 года снимался в ролях второго плана.
В 1960 году, будучи достаточно известным актёром, сыграл главную роль Седого в фильме режиссёра Ежи Пассендорфера «Поиски прошлого» (по роману Р.Братного «Счастливы под пыткой»).
В 1960-е годы активно работал на телевидении, снимался в телефильмах, таких как «Привет, капитан» (1968). Наряду с Збигневом Цибульским и Станиславом Микульским, Анджей Лапицкий стал одним из самых популярных киноактеров польского кино в 1960-е и 1970-е годы.
С 1945 по 1957 год Лапицкий был также закадровым диктором хроникальных и документальных фильмов.
В 1962 году выступил в области кинорежиссуры — снял новеллу «Круг бытия» в фильме «Припозднившиеся прохожие».
Значительными работами Лапицкого стали его роли в фильмах Анджея Вайды — «Всё на продажу», «Пилат и другие», «Земля обетованная», «Барышни из Вилько».
Советскому зрителю Лапицкий стал широко известен прежде всего благодаря фильмам 1960-х годов «Лекарство от любви» и «Где третий король?», где он сыграл главные роли вместе с Калиной Ендрусик.
В период с 1989 по 1991 год Анджей Лапицкий был депутатом Сейма Польши.
Лапицкий 40 лет работал в варшавских театрах, прощальный спектакль состоялся 6 февраля 1995 года в «Театре Повшехном», где он вышел на сцену в роли Радоста в спектакле «Девичьи обеты» по пьесе Александра Фредро. Лапицкий был режиссёром-постановщиком этого спектакля.
В мае 2008 года, после тринадцатилетнего перерыва, по приглашению режиссёра Яна Энглерта Лапицкий принял решение вернуться на сцену. В 84 года актёр с огромным успехом сыграл роль графа Шабельского в спектакле «Иванов» в Национальном театре (Театр Народовы) по пьесе А.Чехова.

## Избранная фильмография
- 1946 — Два часа[пол.] / Dwie godziny — сопровождающий дамочку
- 1946 — Запрещённые песенки / Zakazane piosenki — исполнитель приговора над скрипачом
- 1947 — Светлые нивы / Jasne Łany — Лесьневский, бывший учитель
- 1950 — Две бригады[пол.] / Dwie brygady — актёр Станиш
- 1950 — Непокорённый город[пол.] / Miasto nieujarzmione — офицер СС
- 1953 — Солдат Победы / Żołnierz zwycięstwa — Джон Лэйн, американский журналист
- 1953 — Дело, которое надо уладить[7] / Sprawa do załatwienia
- 1954 — Карточный домик[пол.] / Domek z kart — староста
- 1960 — Поиски прошлого[пол.] (Возвращение) / Powrót — Седой
- 1961 — Сегодня ночью погибнет город / Dziś w nocy umrze miasto — Пётр
- 1962 — Встреча в «Сказке»[пол.] / Spotkanie w Bajce — Виктор
- 1962 — Запоздалые прохожие[пол.] / Spóźnieni przechodnie
- 1962 — Чужая жена и муж под кроватью / Cudza żona i mąż pod łóżkiem
- 1963 — Дневник пани Ганки / Pamiętnik pani Hanki — Яцек Реновицкий, муж пани Ганки
- 1963 — Действительно вчера[пол.] / Naprawdę wczoraj — Новак, писатель
- 1964 — Жизнь ещё раз[пол.] / Życie raz jeszcze — Пётр Граевский, лётчик
- 1965 — Лекарство от любви / Lekarstwo na miłość — Анджей, капитан милиции
- 1965 — Сальто[пол.] / Salto — пьяница Петух
- 1965 — Образ жизни[пол.] / Sposób bycia — мужчина
- 1966 — Где третий король? / Gdzie jest trzeci król — Стефан Берент, капитан милиции
- 1966 — Мастер / Mistrz — доктор Роман Кавский
- 1967 — Матримониальный справочник[пол.] / Poradnik matrymonialny — доктор Богумил
- 1967 — Клуб шахматистов[пол.] / Klub szachistów — Вацлав Урбин
- 1967 — Привет, капитан[пол.] / Cześć kapitanie — шпион
- 1967 — Шах и мат![пол.] / Szach i mat! — Бартоломео
- 1967 — Мир ужаса / Świat grozy
- 1967 — Преступление лорда Артура Сэвила[пол.] / Zbrodnia lorda Artura Savile’a — лорд Артур Сэвил
- 1967 — Вопрос совести[пол.] / Kwestia sumienia — капитан Паррол Хартрой
- 1968 — Почтмейстер / Poczmistrz — Минский
- 1968 — Всё на продажу / Wszystko na sprzedaż — Анджей
- 1968 — Кукла / Lalka — Казимеж Старский
- 1968 — Дансинг в ставке Гитлера / Dancing w kwaterze Hitlera — немецкий турист
- 1968 — Маэстро танца[пол.] / Mistrz tańca — танцевальный мастер
- 1969 — Красная рябина / Jarzębina czerwona — поручик Горчиньский
- 1969 — Макбет / Makbet — король Дункан[источник не указан 952 дня]
- 1969 — Приключения пана Михала[пол.] / Przygody pana Michała — Кетлинг
- 1970 — Нюрнбергский эпилог / Epilog norymberski — Роберт Джексон
- 1971 — Как далеко отсюда, как близко / Jak daleko stąd, jak blisko — Анджей
- 1972 — Пилат и другие / Pilatus und Andere, Ein Film für Karfreitag — Афраний, начальник тайной стражи прокуратора Иудеи
- 1972 — Свадьба / Wesele — поэт
- 1973 — Ревность и медицина[пол.] / Zazdrość i medycyna — доктор Тамтен
- 1973 — Потерянная ночь[пол.] / Stracona noc — писатель Вацлав Киселецкий
- 1974 — Земля обетованная / Ziemia obiecana — Травиньский
- 1977 — Дело Горгоновой[пол.] / Sprawa Gorgonowej — Кульчицкий
- 1979 — Барышни из Вилько / Panny z Wilka — врач в Стокроци
- 1980 — Записки молодого варшавянина / Urodziny młodego warszawiaka — Станислав Белецкий
- 1981 — Дебютантка[пол.] / Debiutantka — Ежи
- 1981 — Из далёкой страны[пол.] / Z dalekiego kraju — немецкий офицер в кафедральном соборе
- 1985 — Девушки из Новолипок[пол.] / Dziewczęta z Nowolipek — профессор
- 1986 — Отсрочка[пол.] / W zawieszeniu — доктор Ручиньский
- 1988 — Где бы ни был…[пол.] / Gdzieśkolwiek jest, jeśliś jest… — Хуляницкий
- 1989 — Всё, что моё[пол.] / Stan posiadania — отец Томека
- 1989 — Лава[пол.] / Lawa —  Царь в «Сне сенатора»
- 1998 — Амок[пол.] / Amok[источник не указан 952 дня]
- 1999 — Пан Тадеуш / Pan Tadeusz — ксёндз
- 2000 — «Л» значит Любовь[пол.] (сериал) / M jak miłość — Тадеуш Будзинский

## Признание и награды
- Золотой Крест Заслуги (1954)
- Орден Возрождения Польши 4 степени (1970)
- Орден Возрождения Польши 3 степени (1975)
- Гран-при — 20-е Калишские театральные встречи (1980)
- Орден Возрождения Польши 2 степени (1995)
- Золотая Медаль «За заслуги в культуре Gloria Artis» (2005)